# Cathartesaura
Cathartesaura ist eine Gattung sauropoder Dinosaurier aus der Familie der Rebbachisauridae, die in der Oberkreide Südamerikas lebte. Wie alle Sauropoden war Cathartesaura ein großer, quadrupeder (vierfüßiger) Pflanzenfresser mit langem Hals und Schwanz. Cathartesaura ist lediglich durch ein Teilskelett bekannt. Die einzige Art, Cathartesaura anaerobica, wurde 2005 von Gallina und Apesteguía erstbeschrieben.

## Merkmale
Cathartesaura war ein mittelgroßer Sauropode, wobei der Oberschenkelknochen mit 138 Zentimeter Länge ähnlich lang war wie der von Limaysaurus (141 Zentimeter). Die Halswirbel zeigten hohe, verbreiterte Wirbelfortsätze, die wahrscheinlich als Ansatzstelle für eine starke Muskulatur dienten, wodurch der Hals aber auch an Flexibilität verlor. Des Weiteren waren die Wirbel deutlich pneumatisiert, also mit internen Kammern und externen Aushöhlungen versehen – dieser komplexe Wirbelaufbau ist unter Sauropoden sehr variabel und dient damit der Unterscheidung verschiedener Arten und Gattungen. Die Halswirbel von Cathartesaura zeigten seitliche Foramia (Löcher), die zu einem zentralen Hohlraum führten. Diese Hohlräume in den Wirbeln der Sauropoden dienten nach Ansicht der meisten Forscher dazu, das Gewicht des Skelettes zu reduzieren. Wedel et al. (2000) vermutet, dass die Hohlräume der Halswirbel zusätzlich von Luftblasen des Luftsack-Systems ausgefüllt waren. Bonaparte (1999) vermutet jedoch, die Aushöhlungen dienten als Ansatzstelle für Muskeln.

## Fund und Namensgebung
Das Teilskelett (Holotyp MPCA-232) besteht aus einem hinteren Halswirbel, einem Rückenwirbel, einem vorderen sowie einem mittleren Schwanzwirbel, dem linken Schulterblatt, dem linken (?) Darmbein sowie dem rechten Oberschenkelknochen. Weitere Knochen (ein Rückenwirbel, ein Oberarmknochen und ein Mittelfußknochen) sind sehr schlecht erhalten geblieben. Die Forscher vermuten, dass alle Knochen zum selben Individuum gehörten. 
Der Fund wurde im unteren Abschnitt der Huincul-Formation gemacht, welche auf die frühe Oberkreide (Cenomanium bis Coniacium) datiert wird. Damit stellt Cathartesaura den derzeit letzten gesicherten Vertreter der Diplodocoidea dar.
Der Name Cathartesaura leitet sich von sauros „Echse“ und Cathartes ab, einer Gattung der Neuweltgeier, da im Fundgebiet Truthahngeier (Cathartes aura) häufig waren. Das Artepitheth anaerobica wurde nach der argentinischen Klebstoff-Firma Anaerobicos S. A. benannt, welche die Expedition unterstützte.